# Heinz Bäni
Heinz Bäni (Zofingen, 18 oktober 1936 - 10 maart 2014) was een Zwitsers voetballer die speelde als middenvelder.

## Carrière
Bäni maakte zijn profdebuut voor FC Aarau waarna hij de overstap maakte naar Grasshopper. Met Grasshopper speelde hij in 1956 landskampioen en won dat zelfde jaar ook de beker, het was tevens zijn eerste seizoen bij de club.
In 1963 keerde hij kort terug bij FC Aarau, om een jaar later te spelen voor FC Zürich. Met Zürich speelde hij kampioen in 1963 en in 1966, de beker won hij in 1966. Hij eindigde zijn carrière bij FC La Chaux-de-Fonds.
Hij speelde 14 interlands voor Zwitserland en nam met zijn land deel aan het WK 1966 in Engeland, in 1962 viel hij nog naast de selectie.

## Erelijst
- Grasshopper
  - Landskampioen: 1956
  - Zwitserse voetbalbeker: 1956
- FC Zürich
  - Landskampioen: 1963, 1966
  - Zwitserse voetbalbeker: 1966